# Wereldkampioenschappen wielrennen 1965
De wereldkampioenschappen wielrennen op de weg van 1965 werden gehouden in het Spaanse Lasarte-Oria nabij San Sebastian van 2 tot 5 september.
74 profs reden op zondag 5 september. De wedstrijd was 267,4 kilometer lang. De Brit Tom Simpson werd de eerste Britse wereldkampioen. Hij versloeg de Duitser Rudi Altig in de eindspurt.
De amateurs (over 171,9 km) en de dames (over 51,945 km) reden op zaterdag 4 september hun kampioenschap. De Fransman Jacques Botherel werd wereldkampioen amateurs en de Oost-Duitse Elisabeth Eichholz haalde het bij de dames.
Het wereldkampioenschap ploegentijdrit voor amateurs over 100 km werd op donderdag 2 september gereden in kil regenweer. Italië werd wereldkampioen vóór Spanje en Frankrijk; Nederland, met Bart Zoet, Jan Pietersen, Evert Dolman en André van Middelkoop werd vierde.

## Uitslagen

### Beroepsrenners
| Plaats | Renner           | Land                | Tijd     |
| ------ | ---------------- | ------------------- | -------- |
| 1      | Tom Simpson      | Verenigd Koninkrijk | 6u39'19" |
| 2      | Rudi Altig       | West-Duitsland      | z.t.     |
| 3      | Roger Swerts     | België              | +3'40"   |
| 4      | Peter Post       | Nederland           | z.t.     |
| 5      | Karl-Heinz Kunde | West-Duitsland      | z.t.     |
| 6      | René Binggeli    | Zwitserland         | +3'50"   |
| 7      | Arie den Hartog  | Nederland           | z.t.     |
| 8      | Franco Balmamion | Italië              | z.t.     |
| 9      | Francisco Gabica | Spanje              | z.t.     |
| 10     | Jean Stablinski  | Frankrijk           | +4'58"   |

### Amateurs
| Plaats | Renner           | Land      | Tijd     |
| ------ | ---------------- | --------- | -------- |
| 1      | Jacques Botherel | Frankrijk | 4u12'52" |
| 2      | José Manuel Lasa | Spanje    | z.t.     |
| 3      | Battista Monti   | Italië    | z.t.     |

### Dames
| Plaats | Renner             | Land                           | Tijd     |
| ------ | ------------------ | ------------------------------ | -------- |
| 1      | Elisabeth Eichholz | Duitse Democratische Republiek | 1u31'04" |
| 2      | Yvonne Reynders    | België                         | z.t.     |
| 3      | Aino Pouronen      | Sovjet-Unie                    | z.t.     |

### Ploegentijdrit amateurs
| Plaats | Land      | Renners                                                                           | Tijd     |
| ------ | --------- | --------------------------------------------------------------------------------- | -------- |
| 1      | Italië    | Pietro Guerra/Luciano Dalla Bona/ Mino Denti/Giuseppe Soldi                       | 2u22'03" |
| 2      | Spanje    | Ventura Diaz Arrey/José-Manuel Lopéz Rodríguez/ José Manuel Lasa/Domingo Perurena | +27"     |
| 3      | Frankrijk | André Desvages/Gerard Swertvaeger/ Henri Heintz/Claude Lechatelier                | +2'03"   |

1921 · 
1922 · 
1923 · 
1924 · 
1925 · 
1926 · 
1927 · 
1928 · 
1929 · 
1930 · 
1931 · 
1932 · 
1933 · 
1934 · 
1935 · 
1936 · 
1937 · 
1938 · 
1946 · 
1947 · 
1948 · 
1949 · 
1950 · 
1951 · 
1952 · 
1953 · 
1954 · 
1955 · 
1956 · 
1957 · 
1958 · 
1959 · 
1960 · 
1961 · 
1962 · 
1963 · 
1964 · 
1965 · 
1966 · 
1967 · 
1968 · 
1969 · 
1970 · 
1971 · 
1972 · 
1973 · 
1974 · 
1975 · 
1976 · 
1977 · 
1978 · 
1979 · 
1980 · 
1981 · 
1982 · 
1983 · 
1984 · 
1985 · 
1986 · 
1987 · 
1988 · 
1989 · 
1990 · 
1991 · 
1992 · 
1993 · 
1994 · 
1995 · 
1996 · 
1997 · 
1998 · 
1999 · 
2000 · 
2001 · 
2002 · 
2003 · 
2004 · 
2005 · 
2006 · 
2007 · 
2008 · 
2009 ·
2010 · 
2011 · 
2012 · 
2013 · 
2014 · 
2015 · 
2016 · 
2017 · 
2018 · 
2019 · 
2020 ·
2021 ·
2022 ·
2023 ·
2024 ·
2025 ·
2026